# دهمین دوره جشنواره بین‌المللی فیلم فجر
دهمین دورهٔ جشنواره فیلم فجر در بهمن ۱۳۷۰ در تهران برگزار شد.

## برگزیدگان
مسابقه فیلم‌های اول و دوم
- بهترین فیلم اول: مجید مجیدی (بدوک)
- بهترین فیلم دوم: ابراهیم فروزش (خمره)
- جایزه ویژه هیئت داوران: عزیزالله حمیدنژاد (هور در آتش)
- دیپلم افتخار بهترین فیلمنامه: انسیه شاه حسینی و شهرام اسدی (اوینار)، بزرگمهر رفیعا (دادستان)، سیدمهدی شجاعی و مجید مجیدی (بدوک)

### سیمرغ بلورین
| بهترین فیلم | بهترین کارگردانی |
| --- | --- |
| - نیاز - ناصرالدین‌شاه آکتور سینما - مسافران - نرگس - بدوک | - رخشان بنی‌اعتماد – نرگس - مهدی صباغ‌زاده – خانه خلوت - محسن مخملباف – ناصرالدین‌شاه آکتور سینما - علیرضا داوودنژاد – نیاز - بهرام بیضایی - مسافران        |
| بهترین بازیگر نقش اول مرد | بهترین بازیگر نقش اول زن |
| - فرامرز صدیقی – دادستان - محمد کاسبی – بدوک - ابوالفضل پورعرب – نرگس - عزت‌الله انتظامی - ناصرالدین‌شاه آکتور سینما - عزت‌الله انتظامی - خانه خلوت - پرویز پورحسینی - اوینار                 | - جمیله شیخی – مسافران - فریماه فرجامی – نرگس - ماهایا پطروسیان - دیگه چه خبر!؟ - عاطفه رضوی - نرگس - مژده شمسایی - مسافران                              |
| بهترین بازیگر نقش دوم مرد | بهترین بازیگر نقش دوم زن |
| - مجید مظفری – مسافران - محمدرضا داوودنژاد – نیاز - جهانگیر فروهر - خانه خلوت - احمد هاشمی - دادستان - علیرضا خمسه - دو نفر و نصفی                                                         | - فاطمه معتمدآریا – مسافران - فاطمه گودرزی – خانه خلوت - مهین شهابی - دو نفر و نصفی - محبوبه بیات - مسافران - پروین سلیمانی - دیگه چه خبر!؟              |
| بهترین فیلمنامه | بهترین موسیقی متن |
| - خانه خلوت – اصغر عبداللهی، حسن قلی‌زاده - نرگس – رخشان بنی‌اعتماد - نیاز – علی اکبر قاضی نظام - بدوک - سیدمهدی شجاعی و مجید مجیدی (دیپلم افتخار) - شتاب‌زده - مهدی فخیم زاده (دیپلم افتخار) | - نرگس – محمدرضا علیقلی - بدوک – محمدرضا علیقلی - مسافران - بابک بیات - دلشدگان - حسین علیزاده - ناصرالدین شاه آکتور سینما - مجید انتظامی (دیپلم افتخار) |
| بهترین صداگذاری | بهترین صدابرداری |
| - پوتین – روبیک منصوری - دلشدگان - اسحاق خانزادی - بدوک - بهروز شهامت و عباس رستگار - هور در آتش - مهدی دژبدی و محمدعلی عبیری و جمشید توفیقی                                               | - مسافران – محمود سماک باشی - نرگس - پرویز آبنار - نیاز - پرویز آبنار - دادستان - مسعود بهنام و مجید صراف - دلشدگان - ساسان نخعی و بهروز معاونیان        |
| بهترین طراحی صحنه و لباس | بهترین فیلم‌برداری |
| - ناصرالدین شاه اکتور سینما – حسن فارسی - نرگس – امیرحسین اثباتی - دلشدگان - علی حاتمی - مسافران - ایرج رامین فر - هور در آتش - محمود صدرزاده                                              | - مسافران – مهرداد فخیمی - خانه خلوت – علیرضا زرین‌دست - نرگس - حسین جعفریان (دیپلم افتخار) - رقص خاک - عطاءالله حیاتی - قرق - حسن قلی‌زاده                |
| بهترین چهره‌پردازی | بهترین جلوه‌های ویژه بصری |
| - ناصرالدین شاه اکتور سینما – عبدالله اسکندری - خانه خلوت و نرگس – عبدالله اسکندری - اوینار - جلال الدین معیریان - مسافران - فرهنگ معیری                                                   | - ناصرالدین شاه آکتور سینما – ایرج تقی پور - دره شاپرک‌ها - غلامرضا آزادی - وصل نیکان - فرید امیری                                                        |
| بهترین تدوین | بهترین جلوه‌های ویژه |
| - ناصرالدین شاه اکتور سینما – محسن مخملباف، داود یوسفیان - مسافران - بهرام بیضایی - هور در آتش - سیف‌الله داد - شتاب‌زده - حسین زندباف - بدوک - محمدرضا موئینی                               | - هور در آتش – محمدرضا شرف‌الدین - وصل نیکان - فرید امیری - دیگه چه خبر؟! - رضا بانکی - پوتین - اصغر پورهاجیان - قربانی - محمدرضا شرف الدین               |
| جایزه ویژه هیئت داوران | |
| - مسافران - بهرام بیضایی | |